# 초원비스카차속
초원비스카차속(Lagostomus)은 친칠라과에 속하는 설치류 속이다. 현존하는 유일종 초원비스카차(Lagostomus maximus)와 홀로세 시기의 화석 속으로 이루어져 있다.

## 하위 종
- † 페루초원비스카차 (Lagostomus crassus)
- 초원비스카차 또는 아르헨티나초원비스카차 (Lagostomus maximus)
- † Lagostomus telenkechanum[3]
- † Lagostomus trichodactylus